# جوزيه فيسك
جوزيه فيسك هو سياسي أمريكي، ولد في 8 سبتمبر 1781، وتوفي في 10 أغسطس 1844. نشط حزبياً في الحزب الديمقراطي. وقد انتخب عضو جمعية ولاية نيويورك ‏ وانتخب عضو مجلس ولاية نيويورك ‏.